# David Icke
David Vaughan Icke (Leicester, 29 april 1952) is een Britse schrijver, activist en complotdenker. Hij is een voormalig professioneel voetballer, BBC-sportverslaggever en nationaal woordvoerder van de Green Party. Sinds 1990 is hij wat hij noemt "fulltime onderzoeker naar wat en wie de wereld werkelijk beheersen".
In 1990 zou Icke een paragnost hebben bezocht die hem vertelde dat hij een doel had op aarde en berichten van de geestenwereld zou ontvangen. Dit bracht hem ertoe om in 1991 te beweren de "Son of the Godhead" (zoon van het Opperwezen) te zijn en daarbij te verklaren dat de wereld spoedig zou worden verwoest door vloedgolven en aardbevingen, wat hij herhaalde in een interview tijdens de BBC-show Wogan. Na zijn verschijning werd hij het mikpunt van spot en nam de Green Party afstand van hem. De boeken die Icke in de volgende 11 jaar schreef, ontwikkelden zijn wereldbeeld van een New age samenzwering. De reactie op Icke's goedkeuring van de antisemitische vervalsing, Protocollen van de wijzen van Sion, in zijn boek The Robots' Rebellion (1994) en zijn manuscript And the Truth Shall Set You Free (1995), bracht zijn toenmalige uitgever ertoe verdere boeken te weigeren, waardoor hij deze in het vervolg in eigen beheer zou uitgegeven.
Icke stelt dat het universum bestaat uit 'vibrationele' energie en oneindige dimensies die dezelfde ruimte delen. Hij beweert dat een interdimensionaal ras van buitenaardse reptielenwezens – de Archonts, Reptilians of Anunnaki – de aarde hebben gekaapt. Volgens Icke worden gebeurtenissen gemanipuleerd door een genetisch gemodificeerd hybride ras van mensen en buitenaardsen – de Babylonische Broederschap, Illuminati of 'elite' – met als doel de mensen bang te houden, zodat deze reptielachtige vormveranderaars zich kunnen voeden met de resulterende 'negatieve energie'. Hij beweert dat veel publieke figuren tot de Babylonische Broederschap behoren en de mensheid voortstuwen naar een wereldwijde fascistische staat of Nieuwe Wereldorde, een post-truth tijdperk dat het einde zal betekenen van vrijheid van meningsuiting. Icke meent dat de enige manier om een dergelijke 'archontische' invloed te verslaan, is dat mensen de waarheid inzien en hun harten vullen met liefde. Critici beschuldigen hem ervan antisemitisch te zijn en een Holocaustontkenner en zien zijn theorieën over reptielen als een opzettelijke 'code'. Icke ontkent deze beweringen ten stelligste.

## Denkbeelden
Icke beweerde rond 1992 dat de wereld in werkelijkheid geregeerd wordt door een soort machtige elite, en bracht hen in verband met zo ongeveer elke tot dan toe bekende complottheorie. Hij voorspelde ook dat de wereld in 1997 zou eindigen.
In zijn boek, And the Truth Shall Set You Free (1995), publiceerde hij voor het eerst over buitenaardse wezens die duizenden jaren geleden de aarde hebben gekaapt en sindsdien de geest van de mensen beheersen. Hij noemt hen de Gevangenbewaarders, met aan het hoofd een Luciferisch Bewustzijn. Icke stelt dat veel invloedrijke mensen, waaronder Joden en vrijmetselaars, eigenlijk hybriden tussen mensen en buitenaardsen zijn. Volgens Icke bestaan er van oudsher verhalen rond hybriden van mens en reptiel; zulke wezens zouden John F. Kennedy en prinses Diana vermoord hebben.
In 1999 publiceerde hij het boek The Biggest Secret, waarin hij beweert dat de mensheid sinds de oudheid wordt gecontroleerd door een bepaald ras buitenaardse wezens, de zogenaamde Anunnaki of Reptilians. Deze kwade reptielen zouden het bloed drinken van blonde mensenkinderen met blauwe ogen, een theorie die ontleend is aan het antisemitische bloedsprookje. Ze zouden vrouwen hebben bevrucht om een ras van koudbloedige hybriden te kweken. De afstammelingen behielden volgens Icke hun essentiële genetische kenmerken en verenigden zich in de Broederschap van de Slang met vermeende leden zoals George W. Bush, George H.W. Bush, Elizabeth II, Kris Kristofferson, Beatrix der Nederlanden, Bill Clinton, Hillary Clinton, Dick Cheney, Henry Kissinger, Frank Sinatra, Bob Hope, Winston Churchill, Al Gore, Tony Blair, William J. Jefferson, Barack Obama, de meerderheid van de Amerikaanse presidenten en Sumerische koningen en Egyptische farao's. Ook de Joodse bankiersfamilie Rothschild zou een reptielendynastie zijn.
De hybriden zouden deel uitmaken van een geheime en occulte, piramideachtige organisatiestructuur. Aan de top van de piramide staat een "Babylonische Broederschap", die gedomineerd wordt door de Illuminati. De Broederschap bestuurt volgens Icke diverse andere internationale organisaties, waaronder de Verenigde Naties, het Internationaal Monetair Fonds en de Bilderberggroep. De Broederschap bevordert genocide, oorlog en het afslachten van dieren. Het doel van deze 'bloedzuigende, buitenaardse hagedissen' is, volgens Icke, een wereldwijde fascistische staat of Nieuwe Wereldorde.
In latere versies zijn de Reptilians afkomstig uit het sterrenbeeld Draco, maar huizen ze al duizenden jaren in ondergrondse complexen op aarde en nemen ze een menselijk uiterlijk aan om de politiek te beheersen. Hiervoor zouden ze menselijk bloed nodig hebben, wat een verklaring zou zijn voor vampirisme en massaal ritueel misbruik van kinderen. De reptielen gebruiken menselijke angst als energiebron. Volbloed reptielen kunnen volgens Icke vanuit de vierde dimensie bezit nemen van de hybriden. Zelf worden ze op hun beurt gecontroleerd vanuit de vijfde dimensie.
In zijn boek Alice in Wonderland and the World Trade Center Disaster (2002) tracht hij aan te tonen dat de aanslagen op 11 september 2001 op het World Trade Center in New York het werk waren van individuen binnen de Amerikaanse regering en Amerikaanse overheidsinstanties, een zogenaamde "inside job". Volgens Icke is een Joodse groepering verantwoordelijk voor de coronapandemie.
Icke verweeft verhalen uit complottheorieën en esoterie met pseudowetenschap zoals leylijnen en het reptielenbrein dat alle mensen zouden hebben. Hij heeft zijn opvattingen in de loop van de jaren aangepast en brengt nieuwe elementen in terwijl andere niet meer genoemd worden. In 2012 voegde hij aan zijn narratief toe dat de maan in werkelijkheid een ruimteschip is, waarschijnlijk een uitgeholde planetoïde. De reptielachtige Illuminati zouden daar een basisstation hebben en een frequentie uitzenden die ons beeld van de werkelijkheid verandert. Hoewel Ickes opvattingen gekenmerkt worden door doemdenken, zitten er ook utopische elementen in: de overheersing zou te doorbreken zijn door vredesverdragen met de Reptilians.

## Ontvangst
De belangstelling voor Icke's samenzweringstheorieën is wijdverbreid en overschrijdt politieke, economische en religieuze grenzen. Zijn publiek heeft een breed scala aan overtuigingen, die individuen en linkse en rechtse groeperingen verenigen: van New Agers en ufologen tot de extreemrechtse, conservatieve Christian Patriots en de Britse neonazi-groep Combat 18. Icke is een complottheoreticus binnen een wereldwijde contra-culturele beweging, die de complottheorie van de Nieuwe Wereldorde, de 9/11 truth movement en anti-globalisering samenbrengt met een buitenaardse samenzweringssubcultuur.

### Antisemitisme
Sommige critici beschouwen Icke als een Holocaustontkenner en zijn 'Reptilians' en andere theorieën als antisemitisch. Icke's boek, And the Truth Shall Set You Free (1995), beschrijft de Talmoed als "een van de afschuwelijkste racistische documenten ter wereld", noemt het jodendom een 'ongelooflijk racistische' religie die 'raciale superioriteit' predikt, veroordeelt de processen van Neurenberg en beweert dat een 'joodse kliek' de Eerste en Tweede Wereldoorlog en de Russische Revolutie heeft aangewakkerd. Tevens bevat het boek een hoofdstuk waarin aspecten van de Holocaust in twijfel worden getrokken en wordt beweerd dat Hitler aan de macht werd geholpen door de Rothschilds, die hem tevens de antisemitische vervalsing, de Protocollen van de wijzen van Sion, in handen speelde. Het manuscript zorgde voor een breuk met zijn toenmalige uitgever Gateway, waarna hij gedwongen was het boek in eigen beheer uit te brengen. Volgens Icke indoctrineren scholen kinderen met de 'onbetwiste versie van gebeurtenissen', het reguliere verslag van de Holocaust, dankzij hun gebruik van gratis kopieën van de film Schindler's List (1993).
Na Icke in 2018 te hebben geïnterviewd, meent de Engelse journalist Henry Widdas dat Icke de Joden geen bijzondere plaats toedicht in zijn wereldcomplot, racisme verafschuwt en "het zichzelf identificeren met welk ras dan ook" ziet als een verkeerd begrip van wie we werkelijk zijn. Het feit dat Icke de manier waarop het Joodse volk door de nazi's werd behandeld, onbegrijpelijk, grotesk en gruwelijk noemde, bewijst volgens Widdas dat hij geen Holocaustontkenner kan zijn.
Daarentegen stellen de sociaal-wetenschapper Daniel Ellington en zijn collega's, die Icke's videoboodschappen hebben geanalyseerd, dat hij wel degelijk teruggrijpt op klassieke antisemitische theorieën en motieven, maar dan in een literaire vorm die zij als samenzwerings-Fantasy kenschetsen. Opvallend is ook zijn gebruik van de omstreden Chazaren-hypothese, die stelt dat de Asjkenazische Joden niet van het oorspronkelijke Joodse volk zouden afstammen. Icke's retoriek sluit in die zin naadloos aan bij de recente opleving van antisemitisme in de context van het Russische nationalisme.

### Sociale media
In mei 2020 verwijderde Facebook Icke's account van het platform. Volgens Facebook verspreidde Icke desinformatie over het coronavirus; kort daarna verwijderde ook YouTube om dezelfde reden zijn videokanaal.

### Politieke invloed in Nederland
In 2021 was Icke via een videoverbinding te zien bij Lijst30, de politieke partij van COVID-activist Willem Engel. In oktober 2022 refereerde Forum voor Democratie-fractievoorzitter Thierry Baudet naar de denkbeelden van Icke in een interview met een Amerikaanse website; "Ik geloof dat we geregeerd worden door een wereldwijde samenzwering van kwaadaardige reptielen, maar ik geloof niet dat nationale politici deel uitmaken van de samenzwering." Baudet liet na het ontstaan van commotie over zijn uitspraken weten dat de reptielen waar hij het over had, 'natuurlijk' een metafoor waren. "Degenen die ons dit aandoen zijn een soort onmensen, reptielen, machines", aldus Baudet. Op 3 november 2022 ontzegde het kabinet Icke de toegang tot Nederland. Ook mocht hij twee jaar lang het Schengengebied niet in, omdat zijn 'fysieke aanwezigheid' kon leiden tot heftige demonstraties. Hij was uitgenodigd om te spreken tijdens een demonstratie in Amsterdam, georganiseerd door Samen voor Nederland, een samenwerkingsverband van onder andere Forum voor Democratie, Viruswaarheid,  Gele Hesjes Nederland en Nederland in Verzet.

## Boeken
- 1983- It's a Tough Game, Son!, London: Piccolo Books. ISBN 0-330-28047-3
- 1989- It Doesn't Have To Be Like This: Green Politics Explained, London: Green Print. ISBN 1-85425-033-7
- 1991- The Truth Vibrations, London: Gateway. ISBN 1-85860-006-5
- 1992- Love Changes Everything, London: Harper Collins Publishers. ISBN 1-85538-247-4
- 1993- In the Light of Experience: The Autobiography of David Icke, London: Warner Books. ISBN 0-7515-0603-6
- 1993- Days of Decision, London: Jon Carpenter Publishing. ISBN 1-897766-01-7
- 1993- Heal the World: A Do-It-Yourself Guide to Personal and Planetary Transformation, London: Gateway. ISBN 1-85860-005-7
- 1994- The Robot's Rebellion, London: Gateway. ISBN 1-85860-022-7
- 1995- … And the Truth Shall Set You Free, Ryde: Bridge of Love Publications. ISBN 0-9538810-5-9
- 1996- I Am Me, I Am Free: The Robot's Guide to Freedom, New York: Truth Seeker. ISBN 0-9526147-5-8
- 1998- Lifting the Veil: David Icke interviewed by Jon Rappoport. New York: Truth Seeker. ISBN 0-939040-05-0
- 1999- The Biggest Secret: The Book That Will Change the World, Ryde: Bridge of Love Publications. ISBN 0-9526147-6-6
- 2001- Children of the Matrix, Ryde: Bridge of Love Publications. ISBN 0-9538810-1-6
- 2002- Alice in Wonderland and the World Trade Center Disaster, Ryde: Bridge of Love Publications. ISBN 0-9538810-2-4
- 2003- Tales from the Time Loop, Ryde: Bridge of Love Publications. ISBN 0-9538810-4-0
- 2005- Infinite Love Is the Only Truth: Everything Else Is Illusion, Ryde: Bridge of Love Publications. ISBN 0-9538810-6-7
- 2007- The David Icke Guide to the Global Conspiracy (and how to end it), Ryde: David Icke Books Ltd. ISBN 978-0-9538810-8-6
- 2010- Human Race Get Off Your Knees: The Lion Sleeps No More, Ryde: David Icke Books Ltd. ISBN 978-0-9559973-1-0
- 2012- Remember Who You Are: Remember 'Where' You Are and Where You 'Come' From, Ryde: David Icke Books Ltd. ISBN 0-9559973-3-X
- 2013- The Perception Deception: Or … It's All Bollocks — Yes, All of It, Ryde: David Icke Books Ltd. ISBN 978-0-955997389
- 2016- Phantom Self (And how to find the real one), Ryde: David Icke Books Ltd. ISBN 978-0-9576308-8-8
- 2017- Everything You Need To Know But Have Never Been Told, Ryde: David Icke Books Ltd. ISBN 978-1527207264
- 2019- The Trigger: The Lie That Changed The World, Ryde: David Icke Books Ltd. ISBN 978-1-916025806
- 2022- The Trap : What it is, how is works, and how we escape its illusions, Ryde: David Icke Books Ltd. ISBN 978-1-838415327

- Biblioteca Nacional de España: XX5031579
- CiNii: DA05191041
- Gemeinsame Normdatei: 1018723730
- International Standard Name Identifier: 0000 0003 8512 467X
- Library of Congress Control Number: nr91017265
- Bibliotheek van het Japanse parlement: 00819203
- Nationale Bibliotheek van Tsjechië: osa2010603717
- Nationale Bibliotheek van Israël: 987007417428205171
- Nationale Bibliotheek van Polen: a0000002365606
- Nederlandse Thesaurus van Auteursnamen: 406244472
- Virtual International Authority File: 5769309
- WorldCat: E39PBJhMhYfhPGWwHd3PfFWv73